# チランジア・シーディアナ
チランジア・シーディアナ Tillandsia schiedeana Steud. はパイナップル科の植物の1つで、いわゆるエアープランツの1つ。茎は立ち、葉は針状で長く、花は筒状で黄色い。

## 特徴
茎は高さ最大で40cmに達し、時に分枝する。葉は多列性で樋状をした針型で斜め上に伸び、途中で湾曲はしない。長さは25cmまで、幅約4mm、全体に灰色の鱗片を密生し、先端は鋭く伸びて糸状に終わる。葉鞘は大きくてほぼ円形。
花茎はほぼ直立か、あるいは斜めに立つ。花茎苞は瓦を重ねたように配置し、下の方のものは葉の形に近くて革質、上の方では薄くて淡紅色を帯びる。穂状花序の花は二列性に並ぶか、または多列性でほぼ円柱形となり、長さ7cm、幅8mmで数個の花を寄り合うようにつける。花序軸は細くて溝があり、無毛。花苞は深い瓦重ねに配置し、花軸を完全に包み込んでいる。形は披針形か長楕円形で先端は鈍く尖る。質は薄く、下方のものでは表面に鱗片があるが上方では無毛。長さ3cm、幅1cmほどで赤い。学編は披針形で先が尖り、ほぼ革質で毛がなく、長さ2cm以下。花弁は黄色で長さ4.6cmまで。花弁は広がらず、花は筒状。雄蘂は花弁より先に伸び出る。蒴果は長さ4.5cmで円柱形。
種名はドイツ人の医者で園芸家でもあった クリスティアン・ユリウス・ヴィルヘルム・シーデ に由来する。チランジア亜属に所属する。

## 分布と生育環境
西インド諸島、メキシコ、コロンビアからベネズエラにまで分布し、標高は1800mまで知られる。

## 利用
いわゆるエアープランツの1つとして栽培される。小柄ながら赤い苞の先から黄色い花弁を出す姿は美しく、特に黄色はこの属では花色として珍しいことが目を引く。
クランプ(複数株の集まった姿)を作りやすく、初心者でクランプを作りたいものにはおすすめの種であるとも。またそんな風に群生すると外見も派手になり、鑑賞価値も高くなる。全体に白っぽく、特に苞が白色でそこから黄色い花弁を出す品種も栽培されている。